# Zlib license
La licenza zlib (ing: zlib License) è una licenza di software libero non copyleft che definisce i termini secondo i quali le librerie software zlib and libpng possono essere distribuite. È utilizzata anche da altri programmi di software libero, per esempio in SourceForge.
La licenza zlib è stata approvata dalla Free Software Foundation (FSF) come licenza di software libero, e dalla Open Source Initiative (OSI) come licenza open source. È compatibile con la GNU General Public License.
L'uso del software è soggetto alle seguenti condizioni:
- non si deve fornire informazione ingannevole sull'origine del software (non si deve rappresentare di essere autori del software originale).
- versioni modificate del codice sorgente devono essere chiaramente identificate come tali e non si deve indicare falsamente che sono la versione originale del software.
- l'informativa non deve essere rimossa od alterata da alcuna distribuzione del codice sorgente.